# Лужине (Фојница)
Лужине је насељено место у Босни и Херцеговини у општини Фојница. Административно припада Федерацији Босне и Херцеговине, односно њеном Средњобосанском кантону. Према попису становништва из 2013. у насељу је било 203 становника, а већинску популацију у насељу пре рата чинили су Хрвати.

## Становништво
По последњем службеном попису становништва из 2013. године у овом насељу живело је 203 становника, а село је било етнички хетерогено са већинском хрватском популацијом.
| Националност | 2013. | 1991.        | 1981.        | 1971.        |
| Бошњаци      | —     | 109 (26,01%) | 100 (25,32%) | 79 (21,53%)  |
| Хрвати       | —     | 310 (73,99%) | 291 (73,67%) | 285 (77,66%) |
| Црногорци    | —     | 0            | 2 (0,50%)    | 0            |
| Југословени  | —     | 0            | 0            | 2 (0,54%)    |
| остали       | —     | 0            | 2 (0,50%)    | 1 (0,27%)    |
| Укупно       | 203   | 419          | 395          | 367          |